# Резиденція Зальцдалюм
52°11′32″ пн. ш. 10°34′58″ сх. д. / 52.1922° пн. ш. 10.5828° сх. д.
Резиденція Зальцдалюм або замок-палац Зальцдалюм (нім. Schloss Salzdahlum) — палацово-парковий ансамбль у стилі бароко, котрий був створений за наказом герцога Антона Ульріха Брауншвайг-Вольфенбюттельського наприкінці XVII ст.

## Дещо про замовника ансамблю

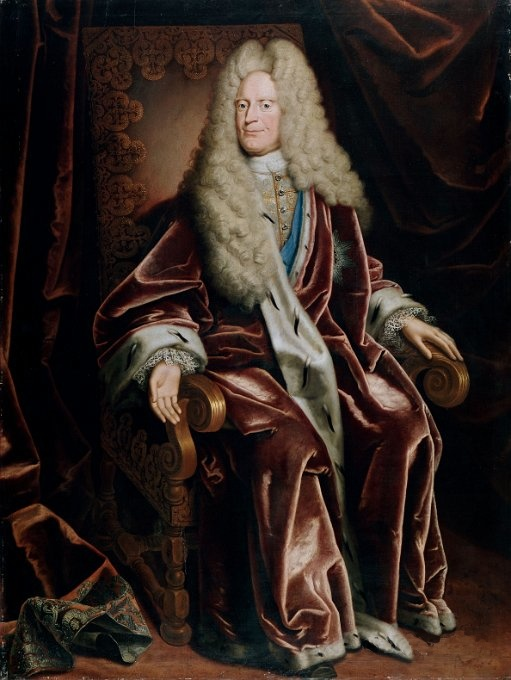
Крістоф Бернгард Франке. Антон Ульріх Брауншвайг-Вольфенбюттельський.

Герцог був достатньо типовою особою володаря доби бароко. Відомо, що він свого часу відвідав Італію і був у захваті від пишності палаців і побуту князів світських і церковних. Пристрасть до розкошів він і переніс на батьківщину. Бажання мати пишну резиденцію привело до перетворення села Зальцдалюм на пишну герцогську садибу з палацом і садом бароко.
Він прийшов до влади в пору зрілості, тому поспішав в прагненні створити пишний герцогський двір. За стереотипами тої доби володар мав мати пишну резиденцію, сад бароко, картинну галерею, кабінет курйозів, цікавитися театром тощо. Все це матиме і його резиденція у селі Зальцдалюм. Для картинної галереї було вибудоване окреме приміщення, практично перше на землях Німеччини. Збірки герцога розташували спочатку в павільйоні малий Мостгоф, потім в павільйоні Великий Мостгоф.
Село Зальцдалюм було розташоване на шляху між Брауншвайгом та Вольфенбютелем, в останньому була зимова резиденція герцога. Незважаючи на пишність резиденції в Зальцдалюмі вона не була місцем постійного перебування родини герцога, а призначалась для перебування тільки влітку.

## Будівництво
Першим в ансамблі майбутньої резиденції був вибудований Люстгаус, невеликий заміський палац для насолод на природі. 1684 року в Люстгаусі відбулося весілля доньки герцога з принцом Гюнтером фон Шварцбургом.
1687 року герцог повернувся з подорожі до Італії і зажадав створити заміську резиденцію за італійськими та французькими зразками. Серед зразків, на котрий орієнтувались, була інтимна резиденція короля Людовика XIV в Марлі. Але герцог відмовився від плану з невеликим ансамблем і зажадав створити пишну резиденцію, що нагадувала пишність Версаля.
Місцевість для резиденції було обрана не досить вдало. Тут були заболочені ґрунти і первісно були проведені осушувальні та дренажні роботи. Ансамбль створювали на південний захід від поселення. Попередні підрахунки показали, що кошторис задуманого ансамблю набагато перебільшував можливості герцогської скарбниці. Відступати від плану герцог не дуже хотів, але пішов на всіляке здешевлення кошторису. Будівельні роботи доручили місцевому архітекторові Герману Корбу, що стажувався з бароковим архітектором Йоганом Бальтазаром Лаутенбахом. Герман Корб був відомим майстром дерев'яної архітектури, тому споруди нової герцогської резиденції були вибудовані з деревини, що помітно здешевлювало будівництво. Лише фундаменти, колони споруд та сходинки зробили кам'яними. Всі фасади майстерно камуфлювали так, що вони справляли враження створених з пісковику.
Будівництво тривало шість років (1688—1694) і коштувало 55000 рейхсталерів. Додаткові гроші були витрачені на оздоблення та меблі. 30 травня 1694 року на свято 60-річчя дружини герцога Єлизавети Юліани резиденція була урочисто відкрита. Композитор Георг Каспар Шурманн написав на урочистості кантату. Свята відкриття тривали чотири дні.

## Складові частини ансамблю
Гравер Тобіас Кверфурт 1710 року опрлюднив гравюри його роботи з краєвидами і спорудами резиденції. Ансамбль з двох боків оточували рови, з третього вибудували стіну. На вході вибудували вартівню.
Ансамбль резиденції мав сам палац, палацову каплицю, кавалерський павільйон, оперний театр, кухні і стайні, оранжерею. На відміну від типових палаців тої доби парадні приміщення були облаштовані на першому, а не на другому поверсі. Низка залів палацу мала власне оздоблення, серед них — зала аудієнцій, антикамера для шляхетних відвідувачів (зала очікування), Порцелянова зала, Японський кабінет, Зелений кабінет, Голландська кухня, зала слави тощо.

## Сад бароко в резиденції Зальцдалюм
Заокруглені галереї облямовували партер. Загальна кількість садово-паркових скульптур сягала 160. Серед паркових споруд — театр просто неба, павільйон усамітнення (ермітаж), гірка Парнас, парковий лабіринт, Грот, декілька ставків тощо. На сучасні розміри парк мав близько 14 гектарів, а його найбільша протяжність сягала 400 метрів.
1713 року сад був доповнений.
За років правління герцога Карла І у 1750 році сад бароко переробили в сад рококо.

## Ліквідація 1813 року
Вже наприкінці XVIII ст. за правління герцога Карла Вільгельма Фердинанда дерев'яні конструкції споруд попсувались. Свята були перенесені в інші місця і споруди резиденції занепали. Оранжерею розібрали вже 1797 року, а сад резиденцій втратив риси бароко і рококо.
Невелике німецьке герцогство було захоплене 1806 року вояками армії Наполеона І Бонапарта, а його державність була ліквідована. Землі приєднали до Вестфальського королівства, створеного для брата Наполеона. Армії Наполеона взагалі не збирались рахуватися з малими герцогствами Німеччини і грабували все як військові трофеї. Так, Домінік Віван-Денон вивіз 250 найбільш художньо вартісних творів мистецтва і картин в Наполеонівський музей, що пізніше перейменують в Лувр.
Підрахунки показали, що ремонтувати і відновлювати дерев'яні споруди у Зальцдалюмі надзвичайно дорого. Новий володар краю король Жером дав наказ розібрати попсовані споруди резиденції Зальцдалюм до фундаментів, їх остаточно розібрали 1813 року.
Дворянство герцогства не скорилося Наполеонові Бонапарту і виступило спочатку на боці армій австрійського імператора, а потім на боці Великої Британії. Майже всі брауншвейзькі офіцери загинули, що знайшло свій відгук в картині британця Джона Еверета Мілле «Чорний брауншвейгець». Після усунення від політики Наполеона І мистецькі колекції вдалося повернути на батьківщину. Але частка їх була розпродана тимчасовими володарями.

## Зальцдалюм, друкована графіка (обрані твори)

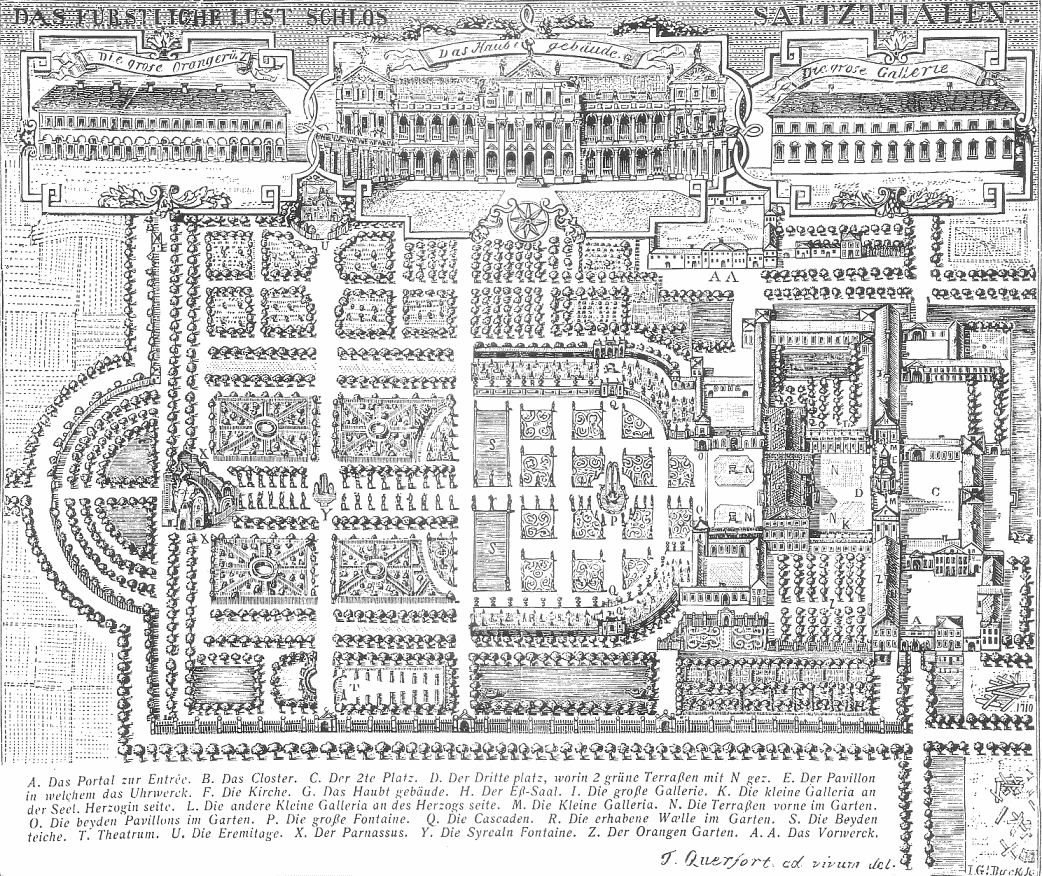
Резиденція Зальцдалюм, генеральний план на 1710 р.

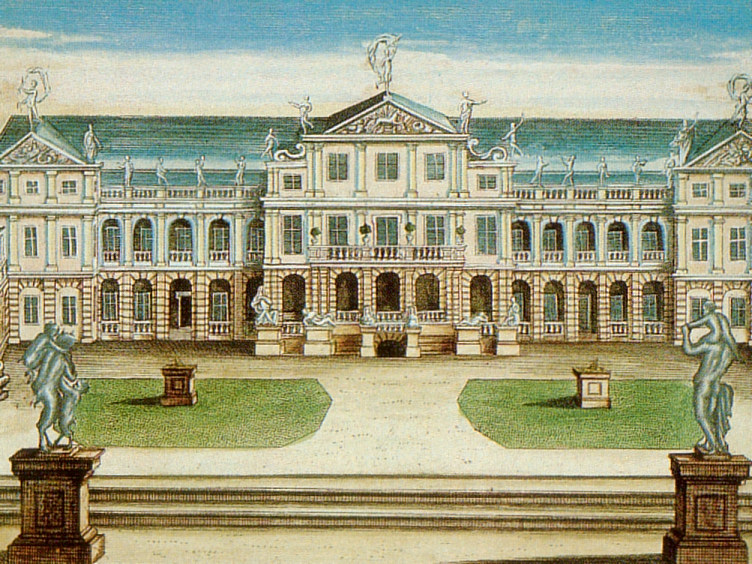
Палац резиденції Зальцдалюм
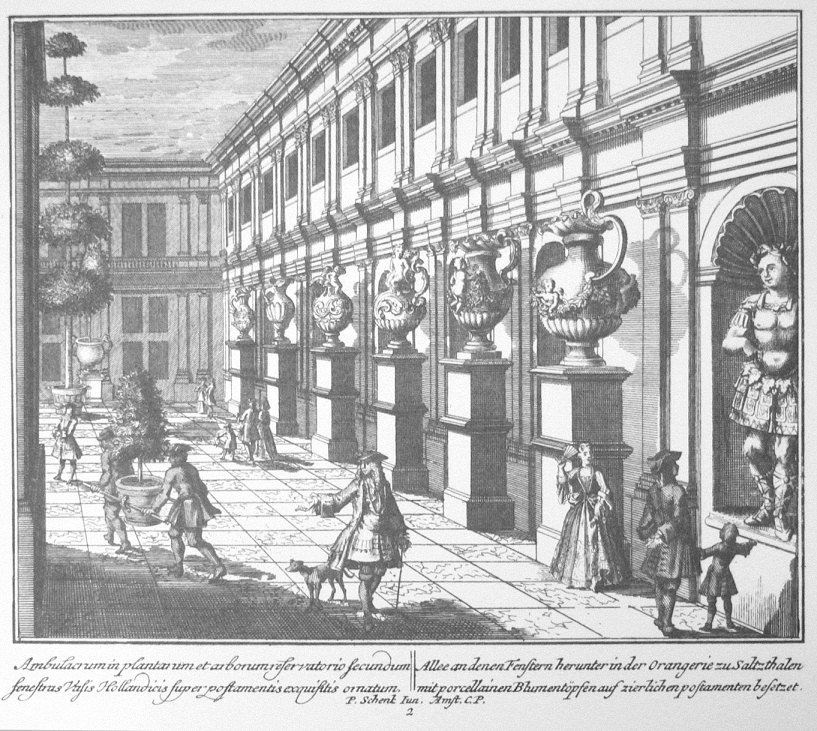
Резиденція Зальцдалюм. Дворик оранжереї
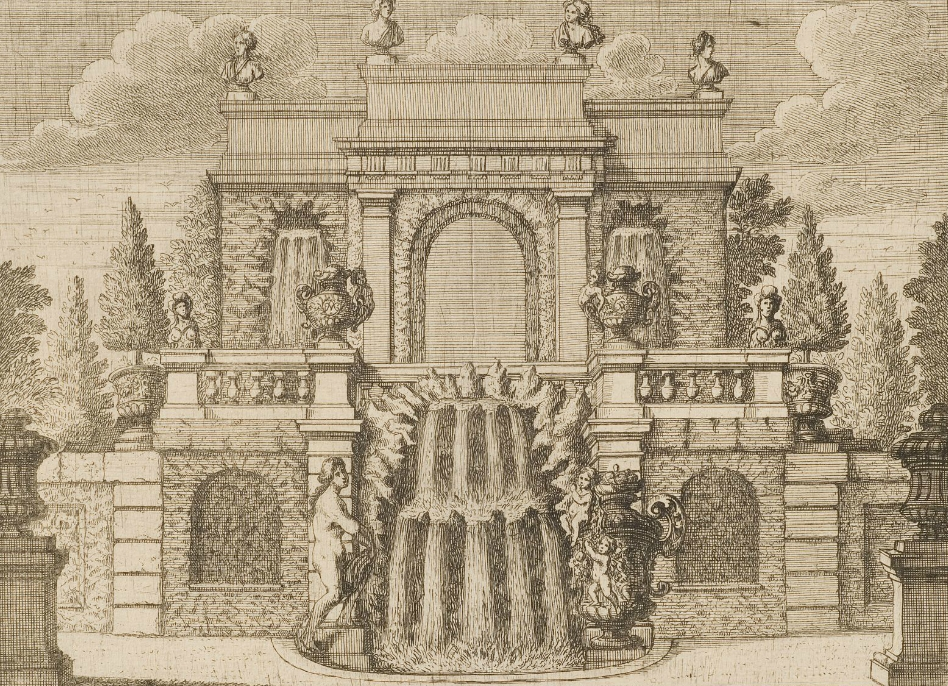
Резиденція Зальцдалюм. «Грот Луна»
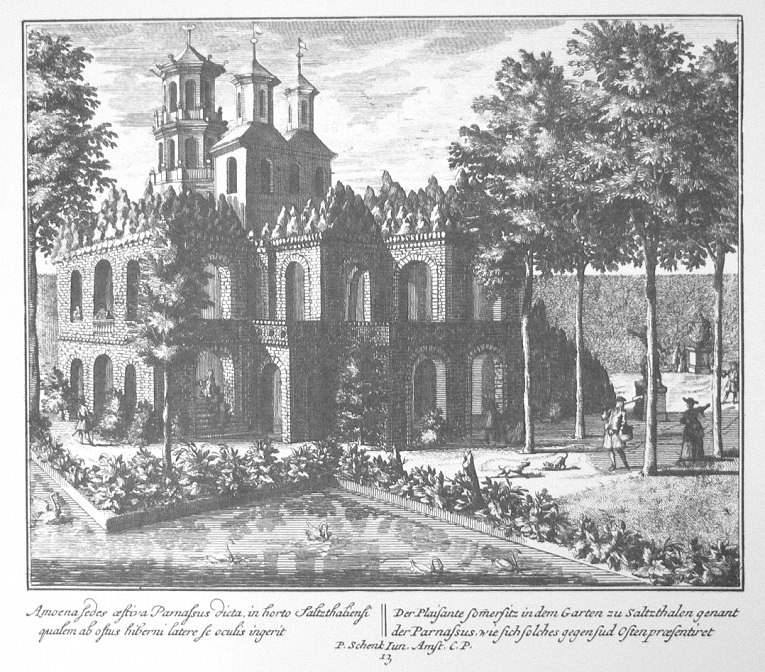
Резиденція Зальцдалюм. «Павільйон Парнас»
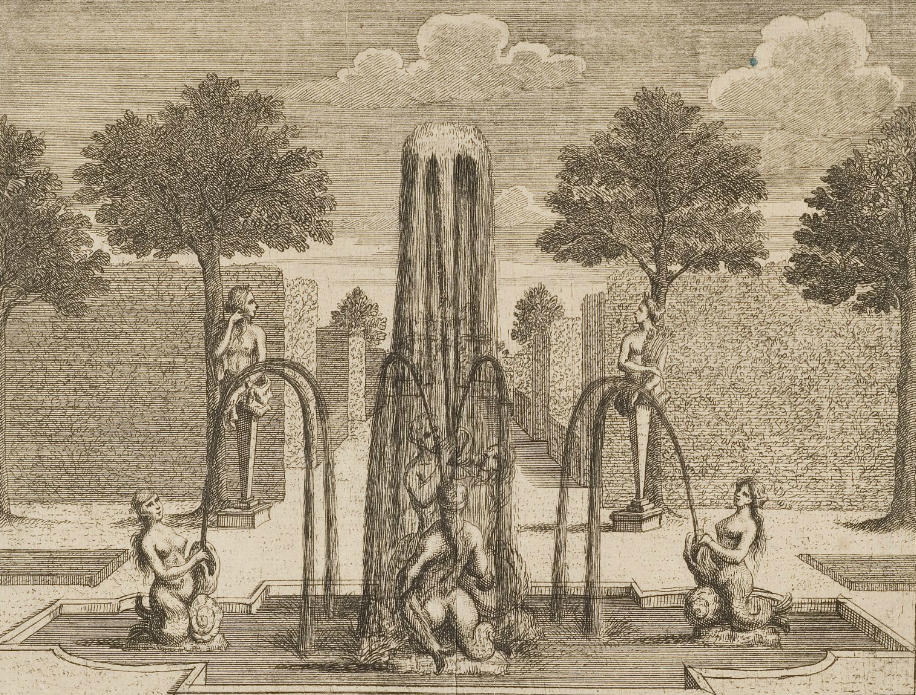
Резиденція Зальцдалюм. Фонтан «Наяди»